# Pleszczany
Pleszczany (biał. Пляшчаны; ros. Плещаны) – wieś na Białorusi, w obwodzie mińskim, w rejonie wilejskim, w sielsowiecie Chocieńczyce.

## Historia
W czasach zaborów wieś w okręgu wiejskim Rabce, w gminie Chocieńczyce, w powiecie wilejskim, w guberni wileńskiej Imperium Rosyjskiego. Pod koniec XIX wieku miała 32 dusze rewizyjne, należała do dóbr Łowcewicze, własność Bohdanowiczów.
W latach 1921–1945 wieś leżała w Polsce, w województwie wileńskim, w powiecie wilejskim, w gminie Chocieńczyce.
Według Powszechnego Spisu Ludności z 1921 roku zamieszkiwało tu 115 osób, 1 była wyznania rzymskokatolickiego, 107 prawosławnego a 7 mojżeszowego. Jednocześnie 2 mieszkańców zadeklarowało polską, 106 białoruską a 7 żydowską przynależność narodową. Było tu 17 budynków mieszkalnych. W 1931 w 17 domach zamieszkiwały 124 osoby.
Wierni należeli do parafii rzymskokatolickiej w Ilji i prawosławnej w Chocieńczycach. Miejscowość podlegała pod Sąd Grodzki w Ilji i Okręgowy w Wilnie; właściwy urząd pocztowy mieścił się w Chocieńczycach.
W wyniku napaści ZSRR na Polskę we wrześniu 1939 miejscowość znalazła się pod okupacją sowiecką. 2 listopada została włączona do Białoruskiej SRR. Od czerwca 1941 roku pod okupacją niemiecką. W 1944 miejscowość została ponownie zajęta przez wojska sowieckie i włączona do Białoruskiej SRR.
Od 1991 w składzie niepodległej Białorusi.